# Ширский, Семён Иванович
Семён Иванович Ширский (1822—1891) — русский педагог, обер-прокурор и управляющий канцелярией Грузино-Имеретинской конторы Святейшего Синода. Действительный статский советник

## Биография
Родился в 1822 году в селе Потрусово, Кологривского уезда, Костромской губернии, где его отец был священником.
Воспитывался сначала в Галичском духовном училище, а затем в Костромской духовной семинарии, из которой в 1843 году перешёл в Санкт-Петербургскую духовную академию. 
Окончив в 1848 году курс академии со степенью магистра, Ширский в том же году получил место преподавателя по кафедре Святого писания в Костромской духовной семинарии, был также секретарём семинарского правления. Обе эти должности он занимал почти десять лет до 1856 года, когда был назначен секретарём духовной консистории Костромы. 
Был постоянным сотрудником «Костромских епархиальных ведомостей» в течение многих лет, а также принимал участие и в некоторых других духовных изданиях. На основании русских и немецких богословских и педагогических сочинений составил пособие «О преподавании Закона Божия в начальных народных училищах» (Кострома, 1876). Оно вызвало оживленную полемику в духовных изданиях; в ответ на полемику Ширский написал новый труд под заглавием: «К вопросу о преподавании Закона Божия в начальных народных училищах» (Кострома, 1878). Кроме этого, он напечатал (без указания имени автора) исследования: «Правда о выборном начале в духовенстве» (СПб., 1871) и «Чего надобно желать для нашей церкви» (2 т. — СПб., 1882—1885). 
12 апреля 1890 года Ширский был назначен обер-прокурором и управляющим канцелярией Грузино-Имеретинской конторы Святейшего Синода; 15 мая 1891 года был произведён в действительные статские советники, и в том же году 12 июля скончался в Санкт-Петербурге. Был погребен в Костроме, на кладбище Богоявленского женского монастыря.